# Backhousia angustifolia
Backhousia angustifolia är en myrtenväxtart som beskrevs av Ferdinand von Mueller. Backhousia angustifolia ingår i släktet Backhousia och familjen myrtenväxter.
Artens utbredningsområde är Queensland. Inga underarter finns listade i Catalogue of Life.